# حمض الهبتاديكانويك
حمض الهبتاديكانويك (أو حمض المارجريك) هو حمض كربوكسيلي له الصيغة الكيميائية C17H34O2، والتي يمكن كتابتها على الشكل CH3(CH2)15COOH. ويكون على شكل مسحوق بلوري أبيض اللون. ينتمي حمض الهبتاديكانويك إلى الأحماض الدهنية المشبعة، وتسمى أملاح وإسترات هذا الحمض هبتاديكانوات.
يوجد المركب على هيئة مادة بلورية حمضية كربوكسيلية بيضاء اللون تكون فيها ذرات الكربون على صورة سلسلة خطية، و درجة انصهارها تتراوح ما بين 59-61 درجة سيليزية و درجة غليانها 227 درجة سيليزية. توجد في بعض الدهون الطبيعية.